# Milan Daďourek
Milan Daďourek (* 4. dubna 1975) je český ekolog, farmář a politik, od března 2024 náměstek ministra zemědělství ČR, v letech 2002 až 2018 zastupitel obce Počítky v okrese Žďár nad Sázavou (v letech 2003 až 2011 též místostarosta obce), člen Pirátů.

## Život
V letech 1993 až 1998 vystudoval obor ochrana a tvorba životního prostředí na Přírodovědecké fakultě Univerzity Palackého v Olomouci (získal titul Mgr.) a později v letech 2009 až 2012 obor právní specializace – veřejná správa na Právnické fakultě Masarykovy univerzity (získal titul Bc.).
Od roku 1997 se s přestávkami živí jako OSVČ odbornou činností v biologii. V letech 2000 až 2002 pracoval jako referent na Správě CHKO Žďárské vrchy, v letech 2003 až 2008 jako ředitel Sdružení krajina. Od roku 2008 je též projektovým poradcem pro neziskový sektor v oblasti ochrany přírody, v letech 2009 až 2012 působil jako akreditovaný zemědělský poradce. Od roku 2011 je samostatně hospodařícím zemědělec, který se specializuje na ekologický chov ovcí.
Milan Daďourek pochází z Liberce, ale od roku 2000 žije v obci Počítky v okrese Žďár nad Sázavou. Je ženatý, má dvě děti.

## Politické působení
V komunálních volbách v roce 2002 byl jako nezávislý zvolen zastupitelem obce Počítky, a to na kandidátce subjektu „Sdružení nezávislých kandidátů - Počítky 2“. Mandát zastupitele obhájil ve volbách v letech 2006 (nezávislý za subjekt „Sdružení nezávislých kandidátů č. 2“), 2010 (nezávislý za subjekt „Sdružení nezávislých kandidátů Počítky“) a 2014 (nezávislý, lídr kandidátky „Sdružení nezávislých Počítky“). V letech 2003 až 2011 navíc zastával post místostarosty obce.
V krajských volbách v roce 2012 kandidoval jako nestraník za SZ do Zastupitelstva Kraje Vysočina, ale neuspěl. Ve volbách do Poslanecké sněmovny v roce 2013 kandidoval jako nestraník za hnutí Změna a lídr kandidátky v Kraji Vysočina, avšak opět neuspěl.
Následně se stal členem Pirátů. V komunálních volbách v roce 2018 obhajoval jako člen strany post zastupitele obce Počítky na kandidátce subjektu „Sdružení nezávislých kandidátů Počítky“, ale neuspěl (skončil jako první náhradník). V krajských volbách v roce 2020 kandidoval za Piráty do Zastupitelstva Kraje Vysočina, ale rovněž neuspěl (opět skončil jako první náhradník).
Ve volbách do Poslanecké sněmovny PČR v roce 2021 měl být z pozice člena Pirátů lídrem kandidátky koalice Piráti a Starostové v Kraji Vysočina. V červenci 2021 však na post na kandidátce rezignoval ze zdravotních důvodů, následně jej nahradila Blanka Lednická. V komunálních volbách v roce 2022 kandidoval jako člen Pirátů na kandidátce subjektu Počítky - Sdružení nezávislých kandidátů do zastupitelstva Počítek. Skončil jako druhý náhradník.
Od března 2024 se stal politickým náměstkem ministra zemědělství ČR Marka Výborného, když nahradil Radka Holomčíka, který odešel na rodičovskou dovolenou. V souvislosti s odvoláním Ivana Bartoše z funkce ministra pro místní rozvoj a následným odchodem Pirátů z vlády Ivan Daďourek skončil před koncem roku 2024 ve funkci politického náměstka.